# 刑事・野呂盆六
『刑事・野呂盆六』（けいじ・のろぼんろく）は、長坂秀佳原作・脚本のテレビドラマシリーズである。
単なるオジサンの風貌ながら実は切れ者な、警視庁捜査一課の刑事の活躍を刑事コロンボのタッチで描いている。

## 概要
TBS版
『刑事・野呂盆六』（TBS・国際放映製作）としてTBS系の「月曜ドラマスペシャル」で1993年と1994年に2本が放送された。
テレビ朝日版
その後10年以上の中断期を経て、2007年に『天才刑事・野呂盆六』（ABC・松竹製作）としてテレビ朝日系の「土曜ワイド劇場」で復活。徐々に倒叙のコロンボスタイルからは乖離したテイストにシフトはしていくものの、独創的なミステリ手法に拘りを持たせたシリーズとして同枠の看板作品になりつつある。
主役の野呂盆六はTBS、ABC共に一貫して橋爪功が演じている。橋爪本人は、刑事コロンボ旧シリーズ「第三の終章」で、殺人の実行犯となる共犯者の吹き替えを担当した経験を持つ。

## 刑事・野呂盆六（月曜ドラマスペシャル）

### キャスト

#### 主人公
- 野呂盆六（刑事） - 橋爪功

#### ゲスト
第1作「完全犯罪の女」（1993年）
- 由岐貴津（大学助教授） - 小川知子
- 国場威和雄（東都大学教授） - 仲谷昇
- 国場威一郎（大学助教授・和雄の息子・貴津の夫） - 西田健
- 安西詩平（貴津や威一郎の同僚･助教授） - 北見敏之
- 岩井正（リムジン運転手） - 三谷昇
- 伊吹みの江（国場威一郎の愛人） - 唐沢潤
- 井上武志（刑事） - 井上倫宏
- 塚原登（刑事） - 伊藤昌一
- 寺本元（デカ長） - 佐々木敏
- 須田行三（刑事･係長） - 野村昇史
- 仙石重明（観察医） - 柏木隆太
- MC - 小川隆市
- 田辺キヨミ（由岐貴津の助手） - 谷川清美

第2作「殺意のマリア」（1994年）
- 景高水音（評論家） - 島田陽子
- 銭谷貫一（開進党幹事長） - 石立鉄男
- 苗場銀子（所轄刑事） - 平栗あつみ
- 朝友政時（新明党代表） - 有川博
- 二条美也子（女優・朝友の愛人） - 藤貴子
- 鐘島笙二郎（警視庁係長） - 藤田宗久
- 吉田（所轄刑事） - 山口真司
- 木田（所轄刑事） - 小久保丈二
- 大林勇造（所轄係長） - 野村昇史
- 立村健一（評論家） - 柏木隆太
- ホームレス - 伊藤昌一
- 涌井謙司 - 木下浩之
- 銭谷貫一の秘書 - 立川三貴
- 廣田行生

### スタッフ
- 原作・脚本 - 長坂秀佳
- 音楽 - 桜庭伸幸
- 監督 - 長尾啓司
- 製作 - TBS、国際放映

### 放送日程
| 話数 | 放送日         | サブタイトル | 脚本     | 監督     |
| ---- | -------------- | ------------ | -------- | -------- |
| 1    | 1993年12月13日 | 完全犯罪の女 | 長坂秀佳 | 長尾啓司 |
| 2    | 1994年11月21日 | 殺意のマリア | 長坂秀佳 | 長尾啓司 |

## 天才刑事・野呂盆六（土曜ワイド劇場）
テレビ朝日系列の2時間ドラマ「土曜ワイド劇場」にて2007年から2015年まで放映。

## 関連作品
小説『浅草エノケン一座の嵐』 長坂秀佳 著
この作品にも刑事・野呂盆六が登場し、ドラマの「野呂盆六」はこの小説の「野呂盆六」の娘「早矢子」の子で祖父の名を貰ったという設定が存在する。
ドラマでも長坂自ら、『完全犯罪の女』で「野呂盆六の祖父も刑事で野呂盆六という名前だった」というくだり、および『母という名の罠』で「盆六が女優の朝霧早矢子のファンなのは母親と同じ名前だから」というくだりをシナリオに盛り込み、『エノケン』と『野呂盆六』の世界観の繋がりを示している。しかし、この二つの場面はドラマ本編では共にカットされている。
- 講談社ハードカバー 1989年9月発売 ISBN 4062045966
- 講談社文庫 1992年7月発売 ISBN 4061851950
- 角川文庫 2001年7月発売 ISBN 4043475047
- 「江戸川乱歩賞全集（17）白色の残像/浅草エノケン一座の嵐」収録、講談社文庫刊 2004年9月発売 ISBN 9784062748544